# Águia de Ouro (Ponta Grossa)
A Sociedade Recreativa Escola de Samba Águia de Ouro é uma escola de samba de Ponta Grossa, no Paraná, criada em 1994 por integrantes da família Boita,atualmente a SRES Águia de Ouro é comandada por Louziana Stolle . É uma das maiores escolas da cidade com aproximadamente 250 integrantes.

## História
A  Águia de Ouro foi fundada em 25 de maio de 1994 por Antônio Boita que já participava do Carnaval em antigas agremiações inativas na cidade de Ponta Grossa (PR) adquirindo experiência para usar em sua entidade.
A escola terminou o Carnaval 2008 na 3ª colocação, só alcançando nota máxima em 2 quesitos: comissão de frente mestre sala e porta bandeira.
Foi vice-campeã do Carnaval em 2010 e 2011, além de terceira colocada em 2012.Em 2014 também ficou com a terceira colocação ,mas com certeza em 2015 eles vem com tudo !!!

## Carnavais
| Ano  | Colocação      | Grupo | Enredo                                                                    | Ref.        |
| ---- | -------------- | ----- | ------------------------------------------------------------------------- | ----------- |
| 2010 | Vice-campeã    | Único | A batalha dos bois guerreiros em terra de cultura e paz                   | [ 2 ] [ 5 ] |
| 2011 | Vice-campeã    | Único | A Saga dos Germânicos de Volga                                            | [ 3 ] [ 6 ] |
| 2012 | 3º lugar       | Único | A sorte está lançada, nosso samba é magia, alegria, amor e paz no coração | [ 4 ]       |
| 2013 | Sem competição | Único | O mundo encantado da Disney                                               | [ 7 ] [ 8 ] |
| 2014 | 3º lugar       | Único | Água: essência da vida                                                    | [ 9 ]       |